# 62P/Tsuchinshan
62P/Tsuchinshan 1, komet Jupiterove obitelji. Ime je dobio prema zvjezdarnici na Purpurnozlatnoj planini (紫金山天文台; Zĭjīnshān Tiānwéntái) kod Nankinga.